# Kalmodulin
Kalmodulin je mali kalcijev vezni protein koji djeluje kao univerzalni posrednik u unutarstaničnoj signalizaciji. Sposoban je prepoznati i regulirati brojne ciljne proteine ovisno o prisutnosti kalcijevih iona, čime ima ključnu ulogu u raznim fiziološkim procesima. 

## Struktura i metode proučavanja strukture
Kristali kalmodulina su uzgojeni metodom viseće kapljice uz dodatak sintetskog peptida koji sadrži domenu za vezanje kalmodulina. Struktura je određena metodom molekularne zamjene korištenjem prethodnog modela, uz dodatne računalne prilagodbe rotacije i pozicije. Završna faza uključivala je više krugova računalnog rafiniranja, tijekom kojih su postupno dodavane molekule vode i analizirane karte elektronske gustoće.
Molekula kalmodulina ima karakterističan izduženi, tzv. dumbbell shape, koji se sastoji od dviju globularnih domena, N-terminalne i C-terminalne, međusobno povezanih središnjim alfa heliksom, čime se stvara fleksibilna struktura pogodna za prepoznavanje i vezanje različitih ciljanih molekula. Molekularna masa kalmodulina iznosi otprilike 16,7 kDa. To vrijedi za tipičan kalmodulin iz kralješnjaka koji sadrži 148 aminokiselina. U ukupnoj organizaciji sekundarne strukture, kalmodulin sadrži sedam jasno definiranim α-heliksa.   

### EF-hand motivi i vezanje kalcija
Kalmodulin sadrži četiri EF-hand motiva, koji se sastoje od heliks loop heliks struktura i vežu po jedan kalcijev ion. Svaki kalcij ima šest koordinacijskih liganada, pri čemu se koordinacija ostvaruje: 
- s tri do četiri bočna lanca aminokiselina
- jednim karbonilnim kisikom glavnog lanca
- i uvijek jednom molekulom vode.

U EF-hand petljama posebno je zanimljivo da, osim iona, važnu ulogu imaju i molekule vode kao ligandi, te su identificirane brojne molekule vode smještene u neposrednoj blizini liganada. Ove molekule vode ne samo da hidratiziraju površinu, nego stabiliziraju i unutrašnje dijelove proteina, uključujući i one u neposrednoj blizini Ca²⁺ liganada.   

### Središnji alfa heliks (heliks IV)
Središnji heliks koji povezuje obje domene, proteže se od ostatka 65 do 92. Ovaj heliks čini most između dvije domene i odgovoran je za fleksibilnost cijele molekule, omogućujući da se kalmodulin "omota" oko ciljanih struktura. Jedan od najupečatljivijih strukturnih elemenata je jaka ionska veza između bočnih lanaca Glu i Arg, s udaljenošću atoma od samo 2,1 Å, što ukazuje na izrazito stabilnu elektrostatsku interakciju koja dodatno učvršćuje strukturu heliksa i njegove funkcionalne domene.

## Funkcija kalmodulina
Kalmodulin je kalcij-ovisni regulatorni protein koji djeluje kao unutarstanični glasnik. Njegova osnovna uloga je detekcija promjena u koncentraciji unutarstaničnog kalcija i prijenos tog signala dalje aktivacijom ciljanih proteina. Kada koncentracija kalcija u stanicama poraste, on se veže za kalmodulin na njegovim EF-hand motivima koja uključuju četiri vezna mjesta. Ovo vezanje uzrokuje promjenu konformacije kalmodulina, što mu omogućuje da se veže za različite ciljne proteine poput enzima, ionskih kanala ili drugih signalnih molekula. Ta interakcija može aktivirati ili inhibirati funkciju ciljnog proteina, čime kalmodulin prenosi signal kalcija unutar stanice i tako regulira brojne stanične procese poput kontrakcije mišića, metabolizma, proliferacije ili neurotransmisije.

## Lokacija unutar stanice
Kalmodulin nije sekretorni protein; on ostaje unutar stanice, gdje posreduje u signalnim putevima. Njegova lokalizacija unutar stanice nije statična, već se dinamički mijenja u odgovoru na različite podražaje i faze staničnog ciklusa. Koncentracija i specifična lokalizacija kalmodulina igraju važnu ulogu u regulaciji njegove biološke aktivnosti. Kalmodulin se uglavnom nalazi u citoplazmi, ali također i u jezgri, mitohondriju i na membranama organela, ovisno o funkcionalnim zahtjevima,. Njegova lokacija se također može mijenjati ovisno o vezanim partnerima, promjenama u koncentraciji kalcija, ali i o tipu stanice.

## Interakcije s drugim proteinima
Kalmodulin je izrazito promiskuitetan protein, što znači da se može vezati s velikim brojem različitih proteinskih partnera, najčešće u kalcij-ovisnom obliku. U mnogim slučajevima, vezanje kalcija uzrokuje konformacijsku promjenu kalmodulina koja mu omogućuje da se „omota“ oko ciljnih proteina i time ih aktivira ili inhibira. Kalmodulin također može sudjelovati u protein-protein interakcijama u stanju u kojem ne veže kalcij, tzv. apo-obliku. Ti proteini onda služe kao stanični rezervoari apokalmodulina koji reguliraju koncentracije kalmodulina u stanici i otpuštaju ga kada poraste koncentracija kalcija.
Neki od ključnih proteina s kojima kalmodulin stupa u interakciju su Ca2+/kalmodulin ovisne protein kinaze (CaMK) koje sudjeluju u sinaptičkoj plastičnosti i memoriji, regulaciji sinteze neurotransmitera te regulaciji transkripcije i ekspresije gena. U interakciji sa rijanodinskim receptorima (RyR) i inozitol-1,4,5-trifofstanim receptorom (IP3R) kalmodulin sudjeluje u regulaciji koncentracije unutarstaničnog kalcija i neurotransmisije te regulaciji proliferacije i apoptoze. Lista partnera kalmodulina je dugačka, a proširuje se prikupljanjem novih saznanja na razini stanice i regulacije staničnih procesa.

## Tehnike i metode analize kalmodulina
Interakcije i funkcija kalmodulina proučavaju se raznim tehnikama. Neke od njih su FRET, Pull-down eseji, SPR, NMR i rendgenska kristalografija.

### FRET (Fluorescence Resonance Energy Transfer)
FRET se koristi za otkrivanje dinamičnih interakcija između kalmodulina i ciljanih proteina u živim stanicama. Promjene u udaljenosti između fluorofora omogućuju praćenje konformacijskih promjena induciranih kalcijem.

### Pull-down eseji
Ova metoda koristi afinitetno vezanje (npr. His-tag) za izolaciju kalmodulina i njegovih vezanih partnera iz staničnih ekstrakata, što omogućuje identifikaciju novih interakcija.

### NMR (Nuklearna magnetska rezonancija)
NMR spektroskopija omogućuje detaljnu analizu strukture kalmodulina u otopini, pri čemu se ispituju konformacijske promjene pri vezanju kalcija ili ciljanih peptida. Prednost NMR-a je mogućnost proučavanja dinamike molekule u uvjetima koji oponašaju fiziološko okruženje.

### Rendgenska kristalografija
Kristalografija daje visokorezolucijsku trodimenzionalnu strukturu kalmodulina kada je u kristalnom obliku. Time se precizno određuju položaji atoma i analiziraju vezna mjesta za kalcij i ciljne proteine. Ključna je za razumijevanje molekularnih mehanizama djelovanja kalmodulina.

### SPR (Surface Plasmon Resonance)
SPR omogućuje analizu interakcija kalmodulina s ciljnim proteinima u stvarnom vremenu bez označavanja. Mjeri kinetiku vezanja i disocijacije te je koristan za procjenu afiniteta, učinka kalcija i mutacija kalmodulina na vezivne karakteristike u fiziološkim uvjetima.

## Bolesti povezane s kalmodulinom
Disfunkcija kalmodulina povezana je s brojnim bolestima uključujući srčane aritmije (kalmodulinopatije), neurodegenerativne bolesti te rak.

### Kalmodulinopatije (srčane aritmije)
Mutacije u genima CALM1, CALM2 i CALM3 uzrokuju nasljedne aritmije poput dugog QT sindroma (LQTS) i idiopatske ventrikularne fibrilacije. Ove genetske bolesti su rijetke, ali mogu isto tako biti i smrtonosne.

### Neurodegenerativne bolesti
Kalmodulin regulira enzime i receptore uključene u neuronsku signalizaciju. Poremećaji u njegovoj funkciji povezani su s Alzheimerovom i Parkinsonovom bolešću, gdje promjene u kalcijskoj homeostazi doprinose staničnom stresu, agregaciji proteina i neuronskoj smrti.

### Rak
Promjene u ekspresiji kalmodulina zabilježene su u različitim karcinomima, uključujući karcinom dojke, prostate i glioblastom. Kalmodulin može utjecati na staničnu proliferaciju i otpornost na apoptozu, čime doprinosi rastu tumora.